# Pedro Girón de Alvarado
Pedro Girón de Alvarado (Santiago de Guatemala 1545 - Santiago de Guatemala 7 de abril de 1602), era un nieto del conquistador Jorge de Alvarado, que se desempeñó como alcalde ordinario de Santiago de Guatemala (en 1576), alcalde mayor interino de San Salvador y encomendero de Caluco (en la Alcaldía mayor de Sonsonate).

## Biografía
Pedro Girón de Alvarado nació en Santiago de Guatemala por el año de 1545 como hijo de Francisco Girón y de Francisca de Alvarado Xicotencatl (hija mestiza del conquistador y capitán Jorge de Alvarado). En su adultez se casaría con Magdalena Cota Manuel con quien engendraría dos hijos (Pedro Girón de Alvarado y Alonso Girón de Alvarado) y una hija (Francisca Girón de Alvarado).
Se desempeñaría como alguacil mayor del cabildo de Santiago de Guatemala, y posteriormente (en 1576) sería uno de los alcaldes ordinarios de dicha ciudad. El 28 de febrero de 1590 el presidente-gobernador y capitán general de Guatemala Pedro Mallén de Rueda lo nombró alcalde mayor interino de San Salvador, para ejercerlo durante un año.
El 27 de enero de 1593 llegaría Luis de Fuentes y de la Cerda como sucesor en la Alcaldía mayor de San Salvador y a llevar a cabo su juicio de residencia; luego de ello se trasladó a Santiago de Guatemala.
En 1599 aparece como encomendero de Caluco (en la Alcaldía mayor de Sonsonate), siguiendo juicio contra Diego de Azueta y sus criados, debido a haber destruido las cercas de los potreros de dicho localidad; se comisionaría a Juan Fernández de Escobar para llevar a cabo las investigaciones sobre dicha denuncia.
Pedro Girón de Alvarado fallecería en Santiago de Guatemala el 7 de abril de 1602, y sus restos serían sepultados en la bóveda de Francisco de la Cueva en la catedral de dicha ciudad.